# Werda (Botswana)
Werda is een dorp in het district Kgalagadi in Botswana. De plaats telt 3261 inwoners (2011).